# وزارة الانتقال الطاقي والتنمية المستدامة (المغرب)
وزارة الانتقال الطاقي والتنمية المستدامة هي وزارة مغربية مكلفة بتنفيذ الإستراتيجيات الوطنية في مجالات الجيولوجيا والمعادن و الهيدروكاربورات والطاقات، وتكوين الكفاءات البشرية اللازمة في هذه المجالات.

## مؤسسات تابعة للوزارة
تُشرف وزارة الانتقال الطاقي والتنمية المستدامة على العديد من المؤسسات التي لها علاقة بتخصص الوزارة، وهي:
- المكتب الوطني للكهرباء والماء الصالح للشرب
- المكتب الشريف للفوسفاط
- شركة الإستثمارات الطاقية
- الوكالة المغربية للطاقة المستدامة (مازن)
- المكتب الوطني للهيدروكاربورات والمعادن
- معهد البحوث في الطاقة الشمسية والطاقات الجديدة
- الوكالة المغربية للنجاعة الطاقية
- الوكالة المغربية للأمن والسلامة في المجاليين النووي والإشعاعي (أمسنور)
- المركز الوطني للطاقة والعلوم والتقنيات النووية
- معهد المعادن مراكش
- معهد المعادن بتويسيت
- المدرسة الوطنية العليا للمعادن بالرباط

## الوزراء
| السنوات     | الوزير(ة)  | إسم الوزارة                              | ملاحظات |
| ----------- | ---------- | ---------------------------------------- | ------- |
| 2017 - 2021 | عزيز رباح  | وزارة الطاقة والمعادن والبيئة            |         |
| 2021 - الآن | ليلى بنعلي | وزارة الانتقال الطاقي والتنمية المستدامة |         |